# Ganna (Hongarije)
Ganna is een plaats (község) en gemeente in het Hongaarse comitaat Veszprém. Ganna telt 235 inwoners (2015).

## Afbeeldingen

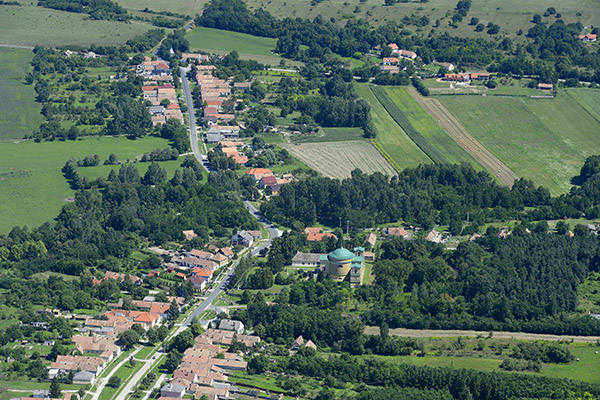
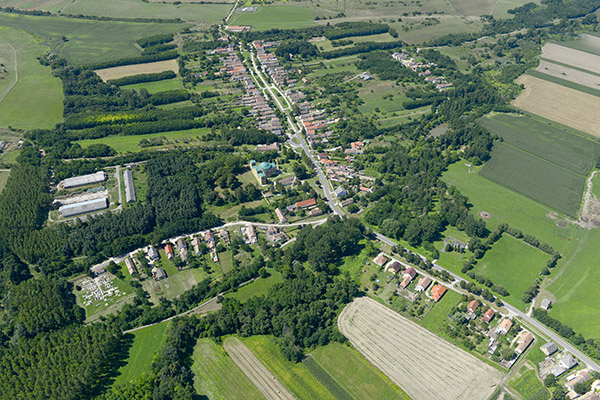
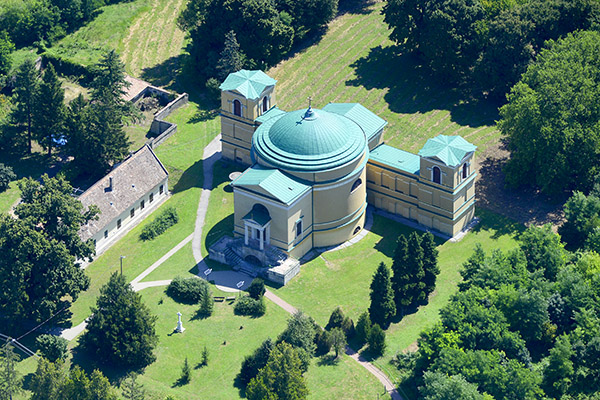
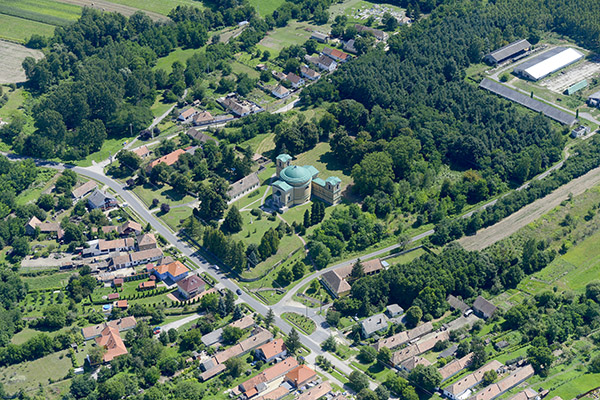
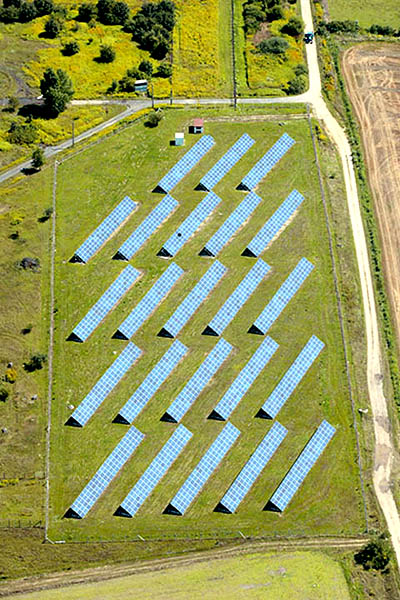
Gannai zonnepark